# Barabus TKR

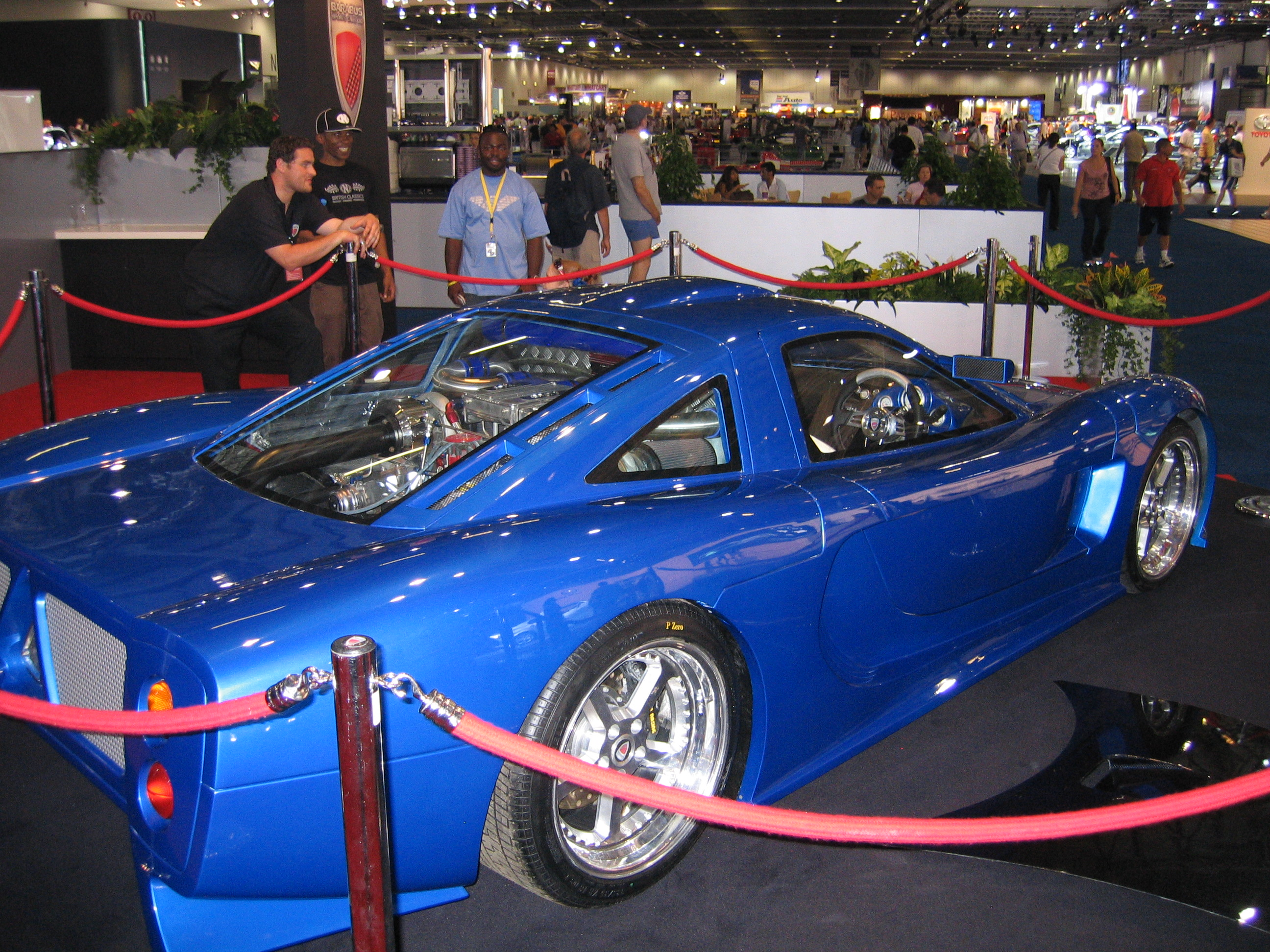
Barabus TKR-1 w Londynie na British Motor Show w 2006 roku

Barabus TKR-1 – hipersamochód zaprojektowany przez brytyjską firmę Barabus Sportscars Ltd. celem rywalizacji z najpotężniejszymi samochodami sportowymi. Założeniem twórców było stworzenie pojazdu o najlepszych osiągach pośród konkurencji, a jednocześnie wygodnego w użyciu na drogach publicznych. Do tego celu, od 1996 roku, brytyjscy i włoscy konstruktorzy poszukiwali na całym świecie odpowiednich rozwiązań technicznych, wspomagając się przy tym wiedzą i doświadczeniem kierowców wyścigowych. Całość miała powstawać we włoskiej miejscowości Colonnella, jedynie układ napędowy dostarczany miał być z fabryki w Wielkiej Brytanii.

## Prototyp
Na światło dzienne prototyp wyszedł na salonie samochodowym w Londynie w 2006 roku. Efektem prac brytyjsko-włoskiej ekipy był potężny samochód o stworzonym przez filipińczyka Adonisa Alanagan wyglądzie, który kojarzył się z amerykańskim Saleenem S7 (przód) oraz włoskim Pagani Zonda (tył pojazdu). Sercem był natomiast silnik V8 o pojemności 6 litrów i wyposażony w dwie turbosprężarki. Potężny motor miał moc 1005 KM, co przyrównywało go do najmocniejszych samochodów na świecie - Bugatti 16.4 Veyron, Bristol Fighter T czy też SSC Ultimate Aero. Najbardziej dziwiły jednak osiągi pojazdu - według producenta przyśpieszenie do 100 km/h wynosiło zaledwie 1,67 sekundy (!), a prędkość maksymalna 435 km/h biła na głowę potwierdzone wartości osiągane przez Veyrona (407) i Ultimate Aero TT (412). Ponadto samochód miał mieć bogate, innowacyjne wyposażenie (m.in. kamerę i monitor zamiast typowego lusterka wstecznego, wnętrze jako połączenie skóry, zamszu i elementów z aluminium lub włókna węglowego), superlekką konstrukcję z materiałów "ery kosmicznej" (magnez, tytan, włókno węglowe) oraz specjalnie przygotowane do przeniesienia ogromnej mocy na koła i utrzymania pełnej kontroli nad pojazdem układy chłodzenia, przeniesienia napędu, dolotowy i wydechowy.

## Produkcja
Początek produkcji supersamochodu planowano jeszcze na rok 2006, jednakże z bliżej nieznanych powodów wizja stworzenia w ciągu 3 lat około 300-400 samochodów z każdym dniem oddalała się coraz bardziej. Cena samochodu miała wynosić 360 tys. funtów, co również stawało się z czasem planem zbyt ambitnym jak na poziom konstrukcji takiego samochodu.
Po trzech latach od pojawienia się prototypu, Barabus TKR nadal nie wszedł do produkcji, czego skutkiem jest również brak jakichkolwiek dowodów na osiąganie przez niego przyśpieszenia i prędkości deklarowanych przez producenta. Nawet gdyby jednak doszło do testów potwierdzających te dane, możliwe jest, iż samochód nie zostanie oficjalnie najszybszym seryjnie produkowanym samochodem na świecie. Prędkość maksymalną najnowszego modelu SSC Ultimate Aero TT '08, Shelby Super Cars określa na o 20 km/h większą od Barabusa; Amerykanie mają już na koncie jeden udany pomiar (w 2007 roku SSC Ultimate Aero TT osiągnął 412 km/h).